# Бар (футбольный клуб)
«Бар» — черногорский футбольный клуб из одноименного города, выступающий в Первой лиге.

## История
Клуб основан в 2001 году. Одной из целей создаваемого проекта было привнесение конкуренции в футбол города (у местного клуба «Морнар» не было серьёзных соперников). Немноголетний опыт не помешал команде занять второе место во Второй лиге страны в сезоне 2009/10 и одолеть клуб «Беране» в плей-офф за место в элите.

## Стадион
Клуб проводит домашние матчи на стадионе «Тополица» с натуральным покрытием, который оборудован беговыми дорожками. Вместимость — 5000 зрителей.